# 1569 en musique classique
| \| • Retour à la chronologie générale de la musique classique • \| |
| Grèce • Rome • Haut Moyen Âge • VIIIe siècle • IXe siècle • Xe siècle • XIe siècle XIIe siècle • XIIIe siècle • XIVe siècle • XVe siècle • XVIe siècle • XVIIe siècle XVIIIe siècle • XIXe siècle • XXe siècle • XXIe siècle |
| • Retour à la chronologie générale de la musique classique • |

| Années en musique classique : 1566 - 1567 - 1568 - 1569 - 1570 - 1571 - 1572    |
| Décennies en musique classique : 1530 - 1540 - 1550 - 1560 - 1570 - 1580 - 1590 |

## Œuvres
- Carmina quæ Cythara pulsantur liber secundus, de Sebastiaen Vredeman.

## Naissances
vers 1569 : Tobias Hume, compositeur et violiste anglais († 16 avril 1645)

## Décès
- 31 août : Joannes de Latre, compositeur franco-flamand (° vers 1505).
- 28 octobre : Antonio Gardano, compositeur italien né français et éditeur de musique (° 1509).